# デニ・ムクウェゲ
デニ・ムクウェゲ（Denis Mukwege, 1955年3月1日 - ）はコンゴ民主共和国の産婦人科医、社会活動家。コンゴ東部、南キヴ州のブカヴにパンジ病院を設立し、第二次コンゴ内戦以来続く現地での戦乱により強姦（レイプ）被害にあった3万人の女性を治療し、その精神的ケアにも当たっている。
旧ザイール時代にモブツ・セセ・セコ大統領の推進したアフリカ文化復興政策の影響から、名を西洋風の「デニ」（英：「デニス」、仏：「ドニ」「ドゥニ」）からアフリカ風の「ムケンゲレ」に改名したことがあり、氏名は"Denis Mukengere Mukwege"とされることもある。

## 経歴
ムクウェゲは当時ベルギー領コンゴだったブカヴでペンテコステ派宣教師の家に生まれ、ブルンジの大学で医学を学び、最初は地域の病院で医師として働き始めた後、フランスのアンジェ大学で産婦人科学を学んだ。コンゴに帰国後は、専門的な医療を受けられずにいた女性達による出産の合併症を診断した。
2012年9月、ムクウェゲは国際連合で演説を行い、コンゴにおける大規模な強姦被害を報告し、コンゴや周辺諸国の各政府がその防止に対して十分な措置を執っていないと批判した。その際、既に出されていた国連での報告書でも指摘されていたルワンダ・ウガンダ両国政府に対する非難も含まれていたともされている。
同年10月25日、4人の武装した男達がムクウェゲ不在時の彼の自宅を襲撃し、警備員が射殺されたが、ムクウェゲの暗殺自体には失敗した。なお、その実行犯は逮捕されていない。この襲撃以後、ムクウェゲは家族とスウェーデンやベルギーに一時亡命したが、その間にパンジー病院は深刻な荒廃に瀕した。
2013年1月14日、ムクウェゲはブカヴに帰還したが、その際にはパイナップルやタマネギを売った代金を寄付して帰国の飛行機代を集めた患者女性達が歓迎した。
これらの活動により、下記で挙げる数々の国際賞を受賞すると共に、2013年以降はノーベル平和賞の有力候補者として見なされるようになった。その予想通り、2018年にノーベル平和賞を受賞した。また2015年にはハーバード大学から、2019年には梨花女子大学校から医学名誉博士号も授与されている。
2019年10月3日には、東京都内の日本外国特派員協会で記者会見した。
2023年10月2日、大統領選挙への出馬を表明するも、12月20日投票の大統領選挙で現職のフェリックス・チセケディ大統領に大差で敗れ、落選。

## 主な受賞歴
- 国連人権賞 - 2008年
- レジオン・ドヌール勲章 - 2009年
- ライト・ライブリフッド賞 - 2013年
- ヒラリー・クリントン賞 - 2014年
- サハロフ賞 - 2014年
- ソウル平和賞 - 2016年
- ノーベル平和賞 - 2018年

## 家族
Jリーグ・徳島ヴォルティスに所属するムシャガ・バケンガは甥にあたる。

## 映画
- 『女を修理する男』（2015年）

暗殺未遂にあいながらも、医療、心理的、そして司法的な手段を通して、婦人科医のムクウェゲ医師が性暴力の生存者を献身的に治療する姿を映している。

## 自著
- 『すべては救済のために デニ・ムクウェゲ自伝』（加藤かおり 訳、2019年 あすなろ書房）
- 『勇気ある女性たち 性暴力サバイバーの回復する力』（中村みずき 訳、2023年 大月書店）

## ドキュメンタリー
- こころの時代「沈黙は共犯 闘う医師」（NHK Eテレ、2019年12月22日）[12]

## 参照
- 米川正子（元UNHCR職員・立教大学特任准教授）、『【特別寄稿】性的暴力ならぬ「性的テロリズム」～レイプ・サバイバーの治療専門家の闘い～①』、IWJウィークリー23号（岩上安身責任編集）、2013年11月発行
- 朝日新聞デジタル、2013年10月11日付、「アングル：人生変えるノーベル平和賞、栄光の陰で「聖人化」の重荷」
- 映画『女を修理する男』
- コンゴの性暴力と紛争を考える会